# Siccia likiangensis
Siccia likiangensis är en fjärilsart som beskrevs av Daniel 1951. Siccia likiangensis ingår i släktet Siccia och familjen björnspinnare. Inga underarter finns listade i Catalogue of Life.